# 忻城郡
忻城郡，中国唐朝时设置的郡。
唐玄宗天宝元年（742年），改芝州置忻城郡。治所在忻城县（今广西忻城县）。下辖忻城县、富录县（今广西河池市宜州区福龙乡）、思龙县（今广西忻城县猫洞村）、平西县（今广西忻城县红渡镇大念村）、乐光县（今广西马山县金钗镇）、多云县（今广西马山县白山镇）、乐艳县（今广西马山县周鹿镇石塘圩）。辖境相当今辖境相当今广西忻城县大部及都安瑶族自治县东北部地。唐肃宗乾元元年（758年）复改为芝州。